# Philippe Marocco
Pour les articles homonymes, voir Marocco.
Pas d'image ? Cliquez ici

a Compétitions nationales et continentales officielles uniquement.

b Matchs officiels uniquement.
Philippe Marocco, né le 14 juin 1960 à Cintegabelle (Haute-Garonne), est un joueur international français de rugby à XV, qui a joué avec l'équipe de France de 1986 à 1991 et avec l'AS Montferrand, évoluant aux postes de pilier ou de talonneur (1,80 m pour 103 kg). Il est ensuite entraîneur, notamment au Montluçon Rugby.

## Biographie
Philippe Marocco est tout d'abord formé à la pratique du rugby à XV au sein de l'UA Saverdun avant de rejoindre l'AS Montferrand.
Il dispute son premier test match avec l'équipe de France le 18 janvier 1986, contre l'équipe d'Écosse.
Le 7 octobre 1987, il joue avec les Barbarians français contre le Penarth RFC à Penarth au pays de Galles. Les Baa-Baas l'emportent 48 à 13.
Marocco participe à la Coupe du monde 1991 (quatre matchs disputés, dont un quart de finale).
Après sa carrière de joueur, il entraîneur les équipes de jeunes de l'AS Montferrand puis Montluçon Rugby à partir de 2004. Il quitte son poste d'entraîneur de Montluçon Rugby en 2011 et donne son accord à l'AS Saint-Junien. En 2013, il quitte l'AS Saint-Junien.

## Statistiques en équipe nationale
- Sélections en équipe de France : 21
- Sélections par année : 8 en 1986, 1 en 1988, 1 en 1989, 2 en 1990, 9 en 1991
- Tournois des Cinq Nations disputés : 1986, 1989, 1990 et 1991

## Palmarès

### En club
- Finaliste du Challenge Yves du Manoir en 1985 et 1994 avec l'AS Montferrand.
- Vainqueur du Challenge Yves du Manoir en 1986 avec l'AS Montferrand.
- Finaliste du Championnat de France en 1994 avec l'AS Montferrand.

### En équipe nationale

#### Tournoi des Cinq Nations
| Édition           | Rang | Résultats France | Résultats Marocco | Matchs Marocco |
| ----------------- | ---- | ---------------- | ----------------- | -------------- |
| Cinq Nations 1986 | 1    | 3 v, 0 n, 1 d    | 3 v, 0 n, 1 d     | 4/4            |
| Cinq Nations 1989 | 1    | 3 v, 0 n, 1 d    | 1 v, 0 n, 0 d     | 1/4            |
| Cinq Nations 1990 | 3    | 2 v, 0 n, 2 d    | 0 v, 0 n, 1 d     | 1/4            |
| Cinq Nations 1991 | 2    | 3 v, 0 n, 1 d    | 3 v, 0 n, 1 d     | 4/4            |

Légende : v = victoire ; n = match nul ; d = défaite ; la ligne est en gras quand il y a Grand Chelem.

#### Coupe du monde
| Édition          | Rang               | Résultats France | Résultats Marocco | Matchs Marocco |
| ---------------- | ------------------ | ---------------- | ----------------- | -------------- |
| Royaume-Uni 1991 | Quart-de-finaliste | 3 v, 0 n, 1 d    | 3 v, 0 n, 1 d     | 4/4            |

Légende : v = victoire ; n = match nul ; d = défaite.